# Anchero Pantaléon
Pour les articles homonymes, voir Pantaléon (homonymie).
Anchero Pantaléon (né vers 1210 à Troyes en comté de Champagne, et mort à Rome le 1er novembre 1286) est un cardinal français du XIIIe siècle. Il est un parent du cardinal Teobaldo di Ceccano, O.Cist. (1275).

## Biographie
Anchero Pantaléon est chanoine à Bayeux, archidiacre à Laon et chanoine et archidiacre à Paris.
Le pape Urbain IV le crée cardinal lors du consistoire du 22 mai 1262. Il est prébendaire des cathédrales de York et de Salisbury. 
Le cardinal Pantaléon participe à l'élection papale de 1264-1265, lors de laquelle Clément IV est élu, à l'élection de 1268-1271 (élection de Grégoire X), au premier conclave de 1276 (élection d'Innocent VI), au deuxième conclave de 1276 (élection d'Adrien V), au troisième conclave de 1276 (élection de Jean XXI), au conclave de 1277 (élection de Nicolas III, au conclave de 1280-1281 (élection de Martin IV) et au conclave de 1285 (élection d'Honoré IV).
À noter qu'à Troyes, sa ville natale, existe une église Saint-Pantaléon.